# 蘇霍多利 (弗拉基米爾-沃倫斯基區)
50°47′13″N 24°13′50″E / 50.78694°N 24.23056°E
蘇霍多利（烏克蘭語：Суходоли），是烏克蘭西北部的村莊，隸屬沃倫州的沃洛德米爾區。該村始建於1570年，面積2.69平方公里，海拔高度221米，2001年人口964，人口密度每平方公里358.23人。